# Kanton Charente-Vienne
Der Kanton Charente-Vienne ist ein französischer Wahlkreis im Département Charente und in der Region Nouvelle-Aquitaine. Er umfasst 27 Gemeinden im Arrondissement Confolens. Bei der landesweiten Neuordnung der französischen Kantone wurde er 2015 neu geschaffen.

## Gemeinden
Der Kanton besteht aus 27 Gemeinden und Gemeindeteilen mit insgesamt 18.451 Einwohnern (Stand: 1. Januar 2022) auf einer Gesamtfläche von 759,29 km²:
| Gemeinde                   | Einwohner 1. Januar 2022 | Fläche km² | Dichte Einw./km² | Code INSEE | Postleitzahl |
| -------------------------- | ------------------------ | ---------- | ---------------- | ---------- | ------------ |
| Abzac                      | 513                      | 33,35      | 15               | 16001      | 16500        |
| Ambernac                   | 377                      | 30,05      | 13               | 16009      | 16490        |
| Ansac-sur-Vienne           | 816                      | 30,79      | 27               | 16016      | 16500        |
| Brigueuil                  | 1.101                    | 47,07      | 23               | 16064      | 16420        |
| Brillac                    | 607                      | 42,41      | 14               | 16065      | 16500        |
| Chabanais                  | 1.564                    | 15,01      | 104              | 16070      | 16150        |
| Chabrac                    | 614                      | 22,40      | 27               | 16071      | 16150        |
| Chassenon                  | 843                      | 23,48      | 36               | 16086      | 16150        |
| Chirac                     | 779                      | 34,33      | 23               | 16100      | 16150        |
| Confolens                  | 2.726                    | 23,63      | 115              | 16106      | 16500        |
| Épenède                    | 191                      | 15,62      | 12               | 16128      | 16490        |
| Esse                       | 509                      | 30,37      | 17               | 16131      | 16500        |
| Étagnac                    | 987                      | 29,23      | 34               | 16132      | 16150        |
| Exideuil-sur-Vienne        | 1.028                    | 20,56      | 50               | 16134      | 16150        |
| Hiesse                     | 238                      | 24,75      | 10               | 16164      | 16490        |
| Lessac                     | 534                      | 34,14      | 16               | 16181      | 16500        |
| Lesterps                   | 440                      | 36,03      | 12               | 16182      | 16420        |
| Manot                      | 548                      | 20,34      | 27               | 16205      | 16500        |
| Montrollet                 | 332                      | 22,22      | 15               | 16231      | 16420        |
| Oradour-Fanais             | 341                      | 26,41      | 13               | 16249      | 16500        |
| Pleuville                  | 314                      | 33,63      | 9                | 16264      | 16490        |
| Pressignac                 | 379                      | 28,15      | 13               | 16270      | 16150        |
| Saint-Christophe           | 323                      | 23,65      | 14               | 16306      | 16420        |
| Saint-Maurice-des-Lions    | 896                      | 50,08      | 18               | 16337      | 16500        |
| Saint-Quentin-sur-Charente | 202                      | 14,39      | 14               | 16345      | 16150        |
| Saulgond                   | 531                      | 27,36      | 19               | 16363      | 16420        |
| Terres-de-Haute-Charente   | 718                      | 19,84      | 36               | 16192      | 16270        |
| Kanton Charente-Vienne     | 18.451                   | 759,29     | 24               | 1610       | –            |

1. ↑   Nur die Fläche der ehemaligen Gemeinden La Péruse und Suris, der Rest gehört zum Kanton Charente-Bonnieure.

## Veränderungen im Gemeindebestand seit der landesweiten Neuordnung der Kantone
2019: Fusion Genouillac (Kanton Charente-Bonnieure), La Péruse, Mazières (Kanton Charente-Bonnieure), Roumazières-Loubert (Kanton Charente-Bonnieure) und Suris → Terres-de-Haute-Charente
2016: Fusion Confolens und Saint-Germain-de-Confolens → Confolens

## Politik
| Vertreter im Departementrat | Vertreter im Departementrat      | Vertreter im Departementrat |
| Amtszeit                    | Namen                            | Partei                      |
| --------------------------- | -------------------------------- | --------------------------- |
| 2015–2021                   | Philippe Bouty Jeanine Durepaire | DVG                         |
| 2021–                       | Philippe Bouty Jeanine Durepaire | DVG                         |